# Francisco de Vargas y Camargo
Francisco de Camargo, também chamado de Francisco de Vargas y Camargo (c. século XVI, Trujillo – século XVI) foi um navegador, explorador e comandante espanhol do século XVI, adelantado da Governadoria da Nova Leão. Foi senhor da Oliva de Plasencia, filho de Francisco de Vargas y Medina e Inés de Carvajal y Camargo, irmão do bispo de Plasencia Gutierre de Vargas Carvajal e parente de Alonso de Camargo.
Casou-se com María de Ocampo y Sotomayor, com quem teve uma filha, Inés de Camargo, que se casou com seu tio Juan de Vargas Carvajal, cavaleiro de Santiago e conselheiro dos reis Carlos I e Filipe I.

## Gobernadoria da Nova Leão

Governadoria da Nova Leão após sua ampliação até o Estreito de Magalhães em 1536, sob o comando de Francisco de Camargo.

Após a morte de Simón de Alcazaba y Sotomayor na Patagônia em 1535, Francisco de Camargo tentou cruzar o Estreito de Magalhães em 1536, mas sua nau capitânia colidiu na Primeira Angostura. Dali surgiria o mito da Cidade dos Césares.
Ele recebeu a concessão real para o estabelecimento no estreito naquele mesmo ano graças ao seu irmão, o bispo Gutierre de Vargas Carvajal, que lhe transferiu os direitos oficiais de uma capitulação real do rei Carlos I, que outorgava os direitos para conquistar e colonizar territórios que se estendiam dos 36 graus de latitude sul até o Estreito de Magalhães. Camargo foi nomeado adelantado, governador e capitão-general vitalício, alcaide-mor e tenente das três fortalezas que deveria construir, podendo nomear um herdeiro após três anos.
{{cita|(...) Por quanto vós, Francisco de Camargo, morador e vereador da cidade de Plasencia, nosso criado, pela muita vontade que tendes de nos servir e pelo engrandecimento de nossa coroa real de Castela, vos ofereceis para ir conquistar e povoar as terras e províncias que há para conquistar e povoar na costa do mar do Sul desde onde se terminam as duzentas léguas que na dita costa estão dadas em governação a dom Pedro de Mendoza, até o Estreito de Magalhães; e com toda a volta da costa e terra do dito estreito até a volta pela outra mar até o mesmo grau que corresponda ao grau onde tiver terminado na dita mar do Sul a governação de dom Pedro de Mendoza, e começado a vossa, e as ilhas que estão no rumo das ditas terras e províncias que assim deveis conquistar e povoar na dita mar do Sul, sendo dentro de nossa demarcação.
Francisco começou os preparativos para aquisição e abastecimento de navios construídos nos estaleiros biscaínhos; a evidência sugere que foi o próprio bispo quem, em última instância, assumiu a carga financeira e dirigiu a expedição. Uma vez pronta, Camargo transferiu, em 24 de janeiro de 1539, seus direitos e o comando da frota ao frei Francisco de la Ribera, que como governador comandou a expedição composta por quatro navios preparados em Sevilha e Sanlúcar de Barrameda, partindo deste último em agosto de 1539.
Em 20 de janeiro de 1540, os três navios que conseguiram chegar entraram no Estreito de Magalhães, onde sofreram uma tempestade que, dois dias depois, afundou a nau capitânia comandada por Ribera, cuja tripulação foi resgatada, separando os outros dois navios em direções opostas. O segundo navio, após dez meses, conseguiu retornar à Espanha com dificuldade, e, o terceiro navio, em que viajava o parente de Francisco Camargo, Alonso de Camargo, conseguiu chegar ao Peru atravessando o estreito, provavelmente descobriu o Canal de Beagle e avistou a ilha de Chiloé. O outro navio, de nome desconhecido e cujo capitão provavelmente era Gonzalo de Alvarado, tomou posse do que se acredita serem as Ilhas Malvinas em 4 de fevereiro de 1540, onde passou o inverno por cinco meses, prosseguindo depois viagem até a Espanha.
A tentativa seguinte de colonização da área ocorreria em 1584 com o fracassado intento de fundar a Cidade do Rei Filipe na península de Brunswick, e depois, em 1779, realizou-se a expedição sob o comando de Juan de la Piedra, que explorou a "baía sem fundo" (atual Golfo Nuevo) e fundou o Forte de San José de la Candelaria. Nessa expedição, embora novamente fadada ao fracasso, participaram figuras que mais tarde teriam papel importante na colonização da Patagônia, como Rodrigo de Viedma e Basilio Villarino.